# 王穆
王穆（？—？），字伯远，琅邪临沂人，王导的孙子，王劭的长子，王默、王谧、王恢的哥哥，在东晋官至临海太守，有三子王简、王智、王僧朗。

## 家庭

### 祖父
- 王导，东晋丞相。

### 父
- 王劭，官至吏部尚书、尚书仆射，领中领军。

### 子
- 王简，官至东晋东阳太守，其女王韶风嫁给了刘义融。
- 王智，任宋国五兵尚书，晋陵郡太守，加秩中二千石，封建陵县五等子，追赠太常。
- 王僧朗，宋明帝时因其女王贞风为皇后而获尊崇。